# آل خليل (المحفد)

تعديل مصدري - تعديل

آل خليل هي إحدى قرى عزلة المحفد بمديرية المحفد التابعة لمحافظة أبين، بلغ تعداد سكانها 39 نسمة حسب تعداد اليمن لعام 2004.